# Černý potok (přítok Vlčího potoka)
Černý potok je menší vodní tok v Krušných horách a Sokolovské pánvi, pravostranný přítok Vlčího potoka v okrese Karlovy Vary v Karlovarském kraji. 
Délka toku měří 9,4 km, plocha povodí činí 10,3 km².

## Průběh toku
Potok pramení v Krušných horách v nadmořské výšce 655 metrů. Pramen se nachází asi 1 km severozápadně od Černavy, 3 km jihozápadně od Nejdku. Od pramene teče potok jihovýchodním směrem, míjí vesnici a chatovou osadu Rájec a přitéká ke Smolnické výsypce. 
Pod Smolnickou výsypkou, kde opouští Krušné hory a přitéká do Sokolovské pánve, je potok zatrubněn.
U silnice z Božičan do Nová Role se mění směr toku na jižní, při západním okraji Božičan na východní. Božičanami protéká potok kapacitním korytem a u východního okraje obce se pod Božičanským rybníkem vlévá zprava do Vlčího potoka.